# Uli Grötsch

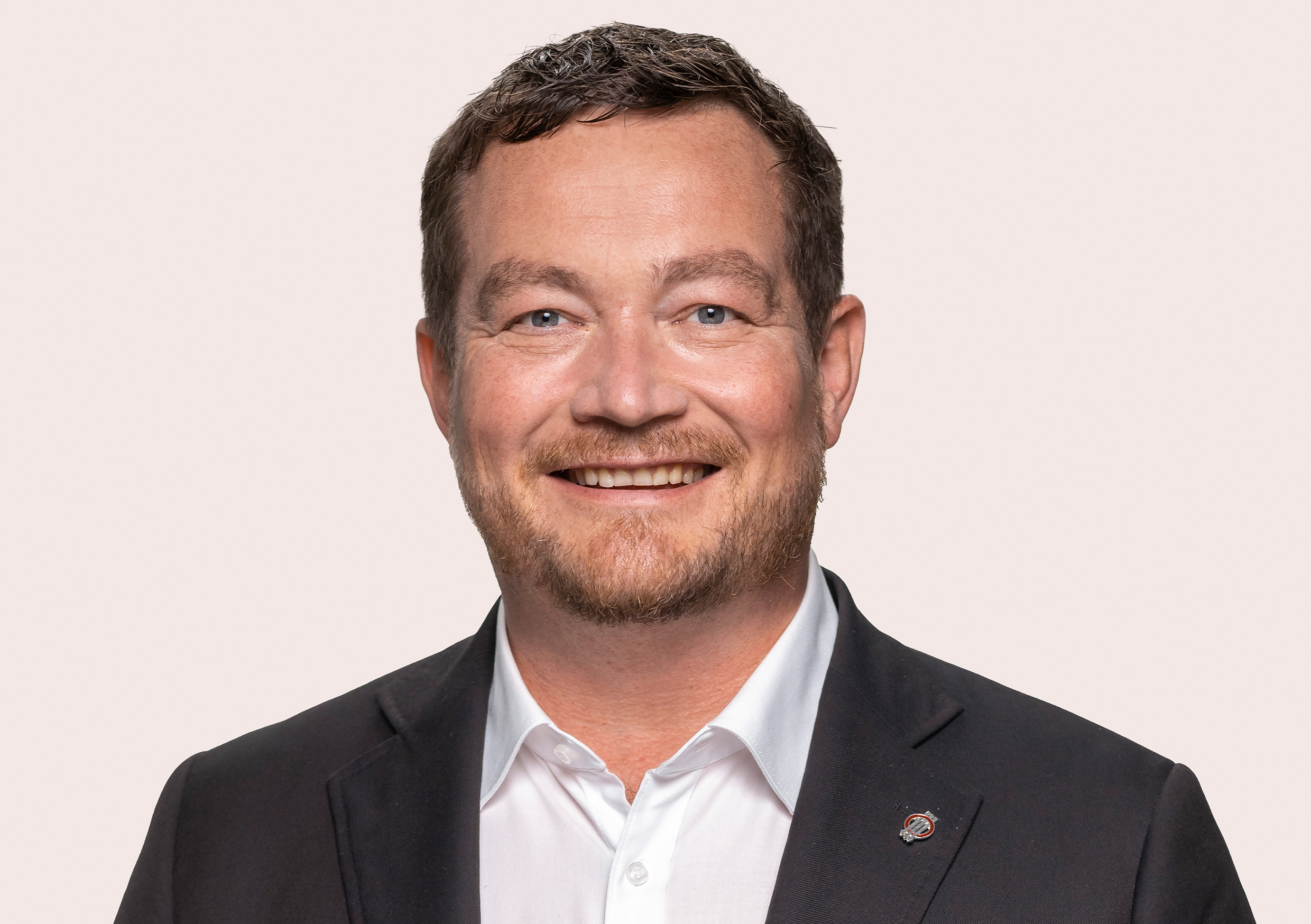
Uli Grötsch (2021)

Ulrich Peter „Uli“ Grötsch (* 14. Juli 1975 in Weiden in der Oberpfalz) ist ein deutscher Politiker (SPD). Seit März 2024 ist er Polizeibeauftragter des Bundes beim Deutschen Bundestag. Zuvor war er von 2013 bis 2024 Abgeordneter des Deutschen Bundestages.

## Leben
Grötsch wuchs in Waidhaus auf und besuchte dort die Grundschule. Anschließend wechselte er zur Staatlichen Wirtschaftsschule Weiden in der Oberpfalz, an der er 1992 die Mittlere Reife erlangte. Er machte eine Ausbildung zum Polizeivollzugsbeamten der Polizei Bayern mit Stationen in Sulzbach-Rosenberg, Nürnberg, München und Bad Reichenhall. Ab 1999 war er bei der Polizeiinspektion Fahndung in Waidhaus tätig.

## Politischer Werdegang
1994 wurde Grötsch Mitglied der SPD und der Jusos. Von 1998 bis 2006 war er Vorsitzender des Juso-Unterbezirks Weiden-Neustadt-Tirschenreuth. Seit 2013 ist er Vorsitzender des SPD-Unterbezirks Weiden-Neustadt-Tirschenreuth sowie stellvertretender Vorsitzender des SPD-Bezirks Oberpfalz. Seit 2008 ist er Kreisrat im Landkreis Neustadt an der Waldnaab. Von Dezember 2017 bis Dezember 2021 war Grötsch Mitglied im Bundesvorstand der SPD.
Er zog 2013, 2017 und 2021 über die Landesliste der BayernSPD in den Deutschen Bundestag ein.
Von 2013 bis 2023 war Grötsch ordentliches Mitglied im Innenausschuss. Im Oktober 2014 wurde Grötsch in das Parlamentarische Kontrollgremium des Deutschen Bundestages gewählt, das die Nachrichtendienste des Bundes kontrolliert. 2018 und 2022 wurde er erneut in das Gremium gewählt und war damit das dienstälteste Mitglied. Am 9. November 2023 wurde Dirk Wiese als sein Nachfolger in das Gremium gewählt.
Grötsch war Obmann der SPD-Bundestagsfraktion im 3. Untersuchungsausschuss „Terrorgruppe NSU II“ und im 2. Untersuchungsausschuss „Vorgänge im Zusammenhang mit den Operationen Spade/Selm“. Des Weiteren gehört er der Arbeitsgruppe Strategien gegen Rechtsextremismus der SPD-Bundestagsfraktion an.
Der Landesparteitag der BayernSPD wählte Uli Grötsch am 20. Mai 2017 und am 26. Januar 2019 zum Generalsekretär. Im April 2021 kandidierte Grötsch als Einzelkandidat um den Vorsitz der BayernSPD. Es kam nicht zu seiner Wahl, da die Teilnehmer des Parteitags knapp für den Beibehalt einer Doppelspitze votierten.
Im 19. und 20. Deutschen Bundestag war Grötsch ordentliches Mitglied im Kuratorium der Bundeszentrale für politische Bildung.
Am 14. März 2024 wurde Grötsch zum Polizeibeauftragten des Bundes beim Deutschen Bundestag gewählt. Dieses Amt trat er nach seiner Ernennung durch die Bundestagspräsidentin Bärbel Bas am 15. März 2024 an. Deshalb legte er sein Mandat im Deutschen Bundestag nieder. Für ihn rückte Heike Heubach in den Bundestag nach.
In einem Hörfunkinterview im September 2024 beschrieb Grötsch seine Arbeit als unabhängige Ansprechstelle für Bürger sowie als Stelle, an die sich alle Polizisten vertrauensvoll wenden können – ohne Einhaltung des üblichen Dienstwegs.

## Sonstiges
Uli Grötsch ist Mitglied der Arbeiterwohlfahrt, der Gewerkschaft der Polizei, des Fördervereins KZ-Gedenkstätte Flossenbürg, Naturfreunde (Ortsgruppe Weiden), des Vereins Gegen Vergessen – Für Demokratie und des Musikvereins Waidhaus.
Uli Grötsch unterstützt die Legalisierung von Cannabis seit vielen Jahren.